# Borogovia gracilicrus
Borogovia gracilicrus és una espècie de dinosaure teròpode que va viure al Cretaci superior en el que actualment és Mongòlia.
Es coneix a partir de restes fòssils parcials de les extremitats posteriors, i s'estima que arribava als 2 metres de longitud i a pesar uns 13 kg.